# Шмидтхубер, Август
Август Шмидтхубер (нем. August Schmidthuber, Schmidhuber, 8 мая 1901, Аугсбург — 19 февраля 1947, Белград) — командир немецких войск, бригадефюрер СС и генерал-майор войск СС. В годы Второй мировой войны командующий 21-й и 7-й дивизиями СС.

## Биография

### Ранние годы
Родился в Аугсбурге, в семье чиновника. Обучался в военном училище рейхсвера в Ульме, по окончании училища 5 мая 1919 заключил 12-летний контракт, по которому обязался служить в армии. Состоял по документам в 49-м стрелковом полку. С 16 июня 1919 до начала октября служил в 9-й роте своего полка, около года затем отслужил в 4-й роте.
С мая по середину июня в это же время Шмидхубер проходил службу во фрайкоре под руководством Франца фон Эппа. По окончании службы был переведён в 19-й горный полк, 1 октября 1922 получил звание ефрейтора. Служил в регулярных немецких частях до 4 мая 1931, закончив в них службу в ранге обер-фельдфебеля.

### Между войнами
После отставки работал пивоваром. Вступил в Баварскую народную партию, на выборах представлял округ Линдау, но не прошёл. Вскоре вступил в НСДАП, 16 июля 1933 вступил в СА (отряд «Хохланд»). Первоначально был заместителем директора школ СА в Баварии, затем стал директором главной школы СА. Параллельно служил в учебных отрядах СА.

### Служба в СС
17 мая 1935 Шмидтхубер вступил в СС, получив звание оберштурмфюрера и присоединившись к «войскам распоряжения СС» (нем. Verfügungstruppe SS). Первоначально командовал 7-м взводом 1-й дивизии СС, с февраля 1936 командовал 1-й ротой полка «Германия» до мая 1936. 13 мая 1936 получил звание гауптштурмфюрера, до середины ноября 1937 года состоял в командовании полка «Германия», до конца февраля 1938 года состоял в комиссии подготовки офицеров.
30 января 1939 получил звание штурмбаннфюрера СС и возглавил 1-й полк СС «Германия». 21 июня 1941 получил звание оберштурмбаннфюрера СС, ещё через год возглавил 14-й добровольческий горный полк СС «Скандербег», который был в составе 7-й добровольческой горной дивизии «Принц Ойген». 20 апреля 1943 получил звание штандартенфюрера и полковника войск СС. С 17 апреля 1944 по 20 января 1945 командовал 21-й добровольческой дивизией СС «Скандербег», ставшей независимым от «Принца Ойгена» формированием. 21 июня 1944 получил звание оберфюрера СС.

### Командование дивизиями СС
В должности командира 1-й албанской дивизии Шмидтхубер прославился своей жестокостью в отношении сербских партизан, особенно в Косово. Как впоследствии писал о нём Бернд Фишер:
Шмидтхубер, командующий дивизией СС «Скандербег», приказывал сжигать деревни и уничтожать всё местное население. В знак примера с 19 сентября по 23 октября 131 мирный житель был расстрелян или повешен в Косово.
После отступления немецких войск из Албании получил звание бригадефюрера СС и генерал-майора войск СС. С 20 января 1945 и до конца войны командовал остатками 7-й горной дивизии СС.

### После войны
После капитуляции Германии был арестован советскими войсками, а 19 февраля 1947 в Белграде был казнён за военные преступления против мирных жителей.